# Puyenbroeck
Koordinaten: 51° 9′ 0″ N, 3° 53′ 0″ O

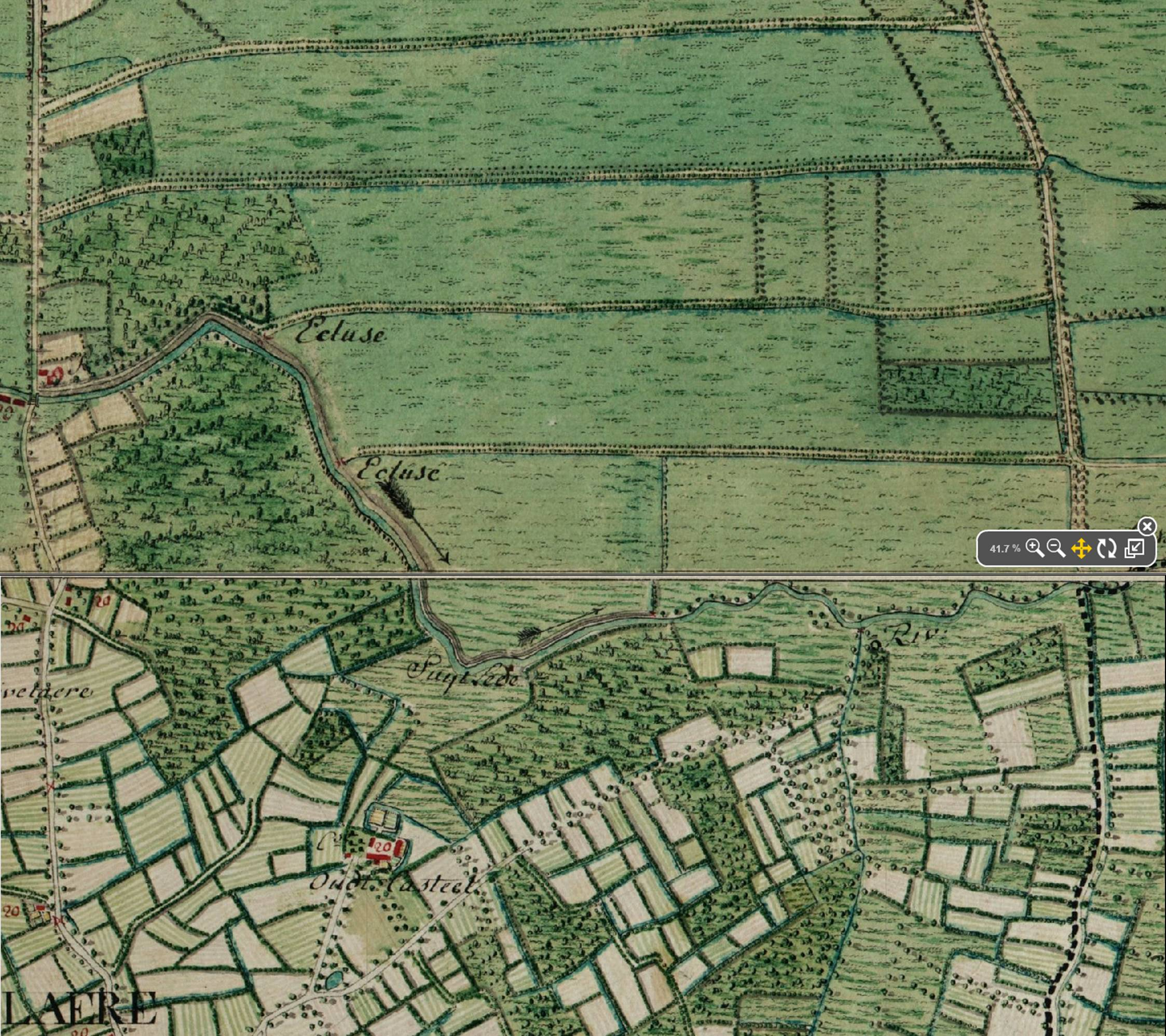
Puyenbroeck in der Ferraris-Karte

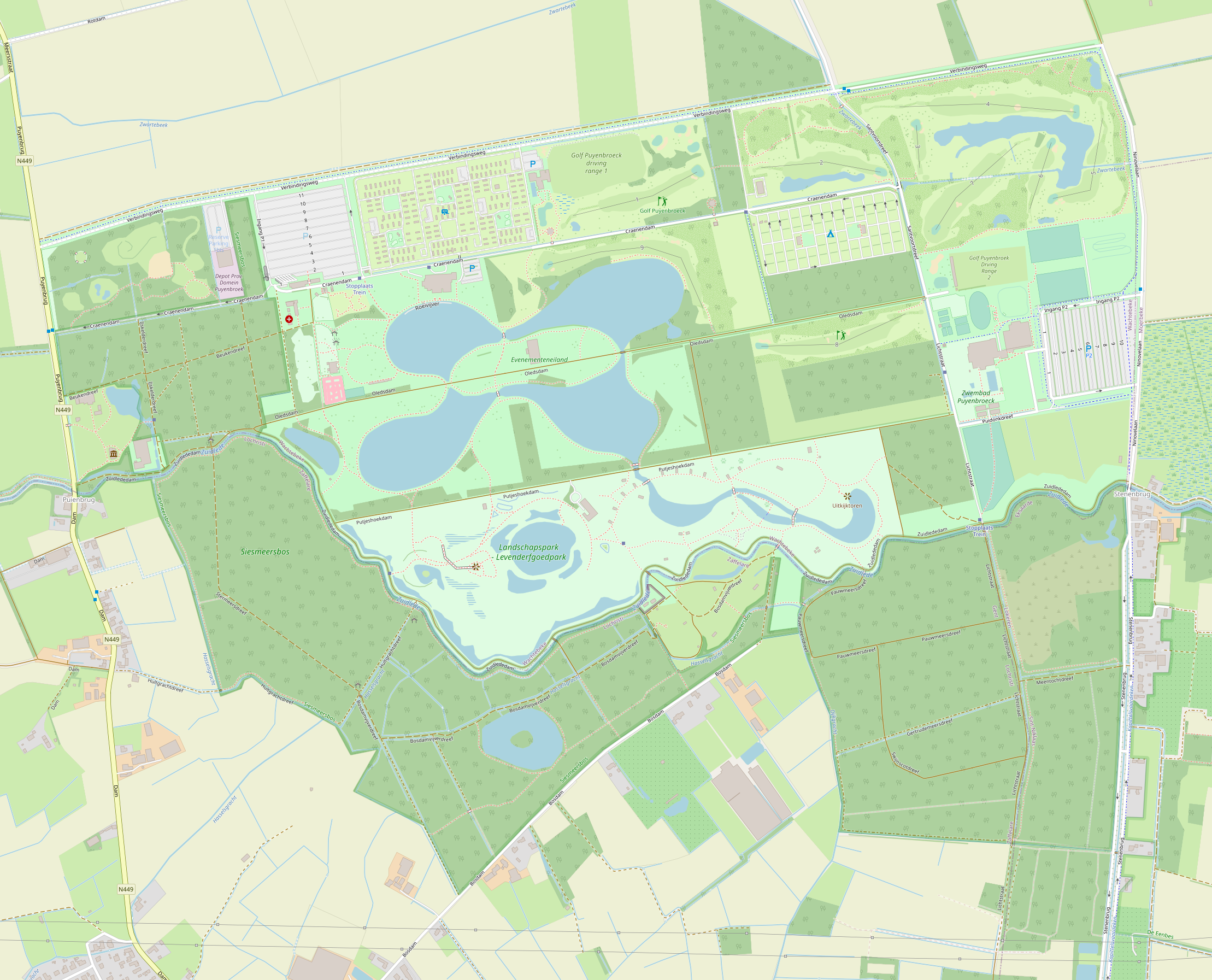
Puyenbroeck in Openstreetmap

Puyenbroeck (Provinciaal Domein Puyenbroeck) ist ein Ort und eine provinziale Anlage (Provinciaal Domein) in Ostflandern in Belgien in der Gemeinde Lochristi. Der nach einem kleinen See benannte Ort wurde bekannt durch den Bau von Schloss Puyenbroeck. Heute befindet sich auf dem Gebiet der ehemaligen Schlossanlagen neben den Gebäuden das Freizeit- und Erholungsgebiet Provinciaal Domein Puyenbroeck, das sich über die Gemeinden Lochristi und Lokeren erstreckt.

## Überblick
Die Schreibweise von Puyenbroeck hat sich durch niederländische Rechtschreibreformen geändert, so gibt es heute auch Puienbroek oder Puienbrug. Puyenbroeck ist Namensgeber anderer Orte in Belgien, zum Beispiel dem Puienbroeklaan in Brugge. Zudem ist Puyenbroeck ein belgischer Familienname (Van Puyenbroeck).
Der Schlosspark besteht aus einem großen Teich, auf welchem man mit Booten verkehren und fischen kann. Die Anlage ist wegen der Minigolfplätze, Spielplätze, Garten- und Waldanlagen ein Ausflugsziel für Radfahrer. Weiterhin gibt es einen Golfplatz, ein Schwimmbad samt Hallenbad, ein Campingplatz und eine Erlebniseisenbahn.
Auf dem Gelände finden jährlich diverse Veranstaltungen statt, so zum Beispiel ein Technofestival. 2018 und 2019 fand das Querfeldeinrennen Ambiancecross hier statt.